# 岡野雄志

岡野 雄志 (おかのゆうし、1971年-　)は相続税専門の税理士である。岡野雄志税理士事務所所長。

## 人物
千葉県成田市出身。千葉県立佐倉高等学校を経て、早稲田大学商学部を卒業。
2005年、当時日本国内にほとんどなかった相続税専門の税理士事務所を横浜市に設立。
相続税の還付成功実績は国内最大級。相続税の還付額の累計は100億円以上。
2020年現在、相続税専門の税理士が事務所設立当初の15年前と比較して何倍にも増えており、相続人にとって損のない環境作りが構築されつつあります。
岡野雄志は、相続税専門の税理士の先駆けとして、正しい相続税の手続きの有り方を提唱し、相続人および税理士に広めることに貢献。
「相続問題で頼りになる税理士セレクト100」（2015年10月、ダイヤモンド社）に選出。
相続税の専門税理士として、
週刊現代、週刊ポスト、週刊朝日、日経トレンディ、女性セブンなどにコメント寄稿。
全国賃貸住宅新聞に連載中。

## 著書
- 『還付のプロが教える 払いすぎた相続税が戻ってくる本』(2010年12月22日 あさ出版)
- 『納めてしまった相続税が戻ってくる本』(2014年12月16日 あさ出版)
- 『得する相続、損する相続』(2015年9月2日 幻冬舎)
- 『土地評価を見直せば相続税はビックリするほど安くなる』(2015年12月22日 あさ出版)
- 『相続税の税務調査完全対応マニュアル』(2017年12月14日 幻冬舎)
- 『自分で相続税の申告ができる本』(2019年8月28日 幻冬舎)

## メディア出演
- 達人の道(2012年10月7日、千葉テレビ)
- ビジネスフラッシュ(2013年10月5日、千葉テレビ)